# Atomaria pseudoaffinis
Atomaria pseudoaffinis là một loài bọ cánh cứng trong họ Cryptophagidae. Loài này được Johnson & Strand miêu tả khoa học năm 1968.